# لطفا، لطفا، لطفا
" خواهش می‌کنم، لطفاً، لطفاً " یک آهنگ ریتم و بلوز است که توسط جیمز براون و The Famous Flames اجرا شده‌است. در سال ۱۹۵۶ توسط براون و جانی تری نوشته و به صورت تک آهنگ در Record Records منتشر شد، در چارت R&B به شماره ششم رسید. ضبط اولین گروه و اولین بار در چارت، این آهنگ به عنوان آهنگ امضای آنها شناخته شده‌است.

## زمینه
در سال ۱۹۵۲، جیمز براون پس از حمایت از بابی برد و خانواده اش از یک بازداشتگاه جوانان در توکووا، جورجیا آزاد شد. سرپرست براون به شرط عدم بازگشت براون به آگوستا با آزادی موافقت کرد. پس از آزادی، براون قبل از شروع حرفه ای موسیقی خود به عنوان خواننده انجیلی با گروه خوانندگان انجیل Ever-Ready Gospel، مدت کوتاهی در ورزش فعالیت کرد. وقتی یکی از اعضای گروه آوازی بابی بردد، ایوانز، در سال ۱۹۵۴ درگذشت، برد از براون خواست که به گروه بپیوندد. یک سال بعد، پس از بازی به عنوان پنج رویال، آنها به flames تبدیل شدند و در تمام جورجیا و کارولینای جنوبی بازی کردند.
به گفته اتتا جیمز، براون و گروهش برای اولین ترانه خود این ایده را به دست آوردند، زیرا براون "قبلاً دستمال پارچه ای قدیمی را با خود حمل می‌کرد، زیرا ریچارد کوچک کلمات " لطفاً، لطفاً، لطفاً "را نوشته بود، و جیمز مصمم بود آهنگی از آن بسازد ".

## پذیرایی
«خواهش می‌کنم، لطفاً، لطفاً» در ۴ مارس ۱۹۵۶ منتشر شد. اگرچه در ابتدا به آرامی فروخته شد، این رکورد تا اواخر تابستان به صدر جدول دهتایی چارتهای تحقیق و توسعه رسید و درنهایت در شماره ششم به اوج خود رسید و بین یک تا سه میلیون نسخه فروخت.
در سال ۲۰۱۱، «لطفاً، لطفاً، لطفاً» در لیست «۵۰۰ عالیترین آهنگ‌های همه زمان» در فهرست مجله Rolling Stone در رتبه ۱۴۳ قرار گرفت.

## اجراهای زنده
اجرای اولیه این ترانه فرعی بود، اما خود گروه نیز با استقبال خوبی روبرو شد. چندین سال طول کشید تا اینکه Flames یک روال معمول برای اجرای برنامه ایجاد کرد. با شروع از سال ۱۹۵۹، براون آهنگ را با خستگی شدید اجرا می‌کند، هنگامی که به زانو می‌افتد و به پایین صحنه سقوط می‌کند. در همین حال، یک flames همکار (گاهی اوقات بابی بیرد و در بعضی اوقات بابی بنت) یک پتو یا حوله بزرگ را دور کمر براون می‌اندازد و به او کمک می‌کرد تا از آن خاموش شود. براون قبل از خارج شدن کامل، حوله را از هم جدا کرده و به میکروفون خود برمی‌گشت و بر هیجان مخاطبان خود افزود.
تحت تأثیر ریچارد کوچک و کشتی‌گیر حرفه ای Gorgeous George، که هر دو لباس شنای خود را می‌پوشیدند، براون شروع به پوشیدن کیپ کرد. 

## پرسنل
- جیمز براون - آواز سرب

با شعله‌های آتش:
- بابی بیرد - آوازهای پس زمینه
- جانی تری - آوازهای پس زمینه
- سیلوستر کیلز - آواز پس زمینه
- نش ناکس - آوازهای پس زمینه
- Nafloyd Scott - گیتار

به علاوه:
- ویلبرت «لی الماس» اسمیت - ساکسیفون تنور
- ری فلدر - ساکسیفون تنور
- لوکاس «چربی» گوندر - پیانو
- کلارنس مک - باس
- ادیسون گور - درامز[۸]

## اجراهای فیلمبرداری
- براون و مشهور شعله‌های آتش «لطفاً، لطفاً، لطفاً» را به عنوان بخشی از مجموعه نمایش‌های آنها در نمایشگاه TAMI در سال ۱۹۶۴ اجرا کردند.
- در فیلم Blues Brothers 2000 Brown بعد از پایان اعتبار، ترانه را اجرا می‌کند.
- در لیبرتی ارتفاعات باری لوینسون، یک بازیگر با نقش براون آهنگ را در یک تئاتر در امتداد خیابان بالتیمور پنسیلوانیا اجرا می‌کند.
- نسخه زنده این آهنگ در فیلم تعهدات ظاهر می‌شود
- جیمز براون و مشهور شعله‌های آتش نیز آواز خواندن و اجرا «لطفاً لطفاً لطفاً» در یک telecast در سال ۱۹۶۴ از دیک کلارک جایی که این عمل در ABC است.[۹]

## سایر نسخه‌ها و ضبط‌ها
در سال ۱۹۶۴، در یک نزاع قرارداد بین براون و شاه سوابق سر سید ناتان، برچسب صدور مجدد اصلی ۱۹۵۶ عملکرد «لطفاً، لطفاً، لطفاً» با overdubbed سر و صدای جمعیت در تلاش برای آن را به عنوان یک ضبط زندگی می‌کنند. مجدداً به شماره ۹۵ در Billboard Hot 100 رسید.
براون همچنین این آهنگ را چند بار بعد در حرفه خود دوباره ضبط کرد. او در آلبوم ۱۹۷۲ خود در فیلم Get on the Good Foot، نسخه ای عالی و جذاب را اجرا کرد که بیش از دوازده دقیقه به طول انجامید. سال 1974's Hell شامل یک نسخه سالسا از این ترانه بود که در آن صحبت کردن براون به زبان اسپانیایی بود. برای آلبوم Hot در سال ۱۹۷۶ براون، او یک نمایش عالی تصنیف، ضبط کرد، که خوانندگان پس زمینه مرد را به سبک طوفان آرام موسیقی باری وایت به نمایش گذاشت.
ایکه و تینا ترنر نسخه زنده ای از «لطفاً، لطفاً، لطفاً» را به صورت تک آهنگ از آلبوم 1968 Revue Live منتشر کردند. آنها همچنین ترانه را در نمایشگاه بزرگ تی.ان. تی در سال ۱۹۶۵ اجرا کردند.
این آهنگ تحت پوشش بسیاری از نوازندگان دیگر، از جمله ساکنان و چه کسی در نسل من (۱۹۶۵).